# Иоанн Фурн
Иоанн Фурн (греч. Ιωάννης Φουρνής) — византийский богослов начала XII века.
Годы жизни Иоанна Фурна и подробности биографии — неизвестны. Он или его род, предположительно, происходил из селения Фурни на одноимённом острове близ острова Икария.
Был монахом, рукоположен в монастыре на горе Ганос.
Служил протом (управляющим монастырями) на святой горе Ганос во Фракии, к северу от античного и средневекового городка Ганос (современный Газикёй, Турция) на побережье Мраморного моря.
Сотрудник и помощник Евфимия Зигабена. Участник в 1112 — первой половине 1113 года в Константинополе богословских диспутов об объединении Церквей с послом папы Пасхалия II архиепископом Миланским Гроссолан (1102—1112).
Свои доводы в споре с Гроссоланом он изложил в небольшом сочинении «Опровержительная апология».

## Избранные сочинения
- Αντιρρητικὴ ἀπολογία πρὸς τὰ λεχθέντα παρὰ τοῦ Μεδιολάνων ἀρχιεπισκόπου Πέτρου περ τῆς τοῦ ἁγίου πνεύματος ἐκπορεύσεως // ᾿Εκκλησιαστικὴ Βιβλιοθήκη / ᾿Α. Δημητρακόπουλος. Λειψία, 1866. Σ. 36-47.